# José Antonio Ibáñez-Martín
José Antonio Ibáñez-Martín Mellado (Madrid, 1940) és un filòsof espanyol.
Va ser nomenat en 2010 Catedràtic Emèrit de Filosofia de l'Educació en la Universitat Complutense de Madrid i actualment és Vice-Rector d'Ordenació Docent i Doctorat de la Universitat Internacional de La Rioja (UNIR) i Director de la Revista Española de Pedagogía.
A finalitats del 2013 el Rei Joan Carles I li va concedir la gran creu d'Alfons X el Savi, que s'atorga als qui posseeixen excepcionals mèrits en els camps de l'educació, la ciència, la cultura, la docència i la recerca, continuant així una tradició dels més coneguts representants de les ciències pedagògiques a Espanya, ja que anteriorment la van rebre Víctor García Falç, Mariano Yela, Antonio Millán-Puelles, entre d'altres. També ha estat guardonat amb nombrosos premis, entre els quals destaquen el Premi Nacional de Literatura, que va guanyar en 1975, i el Premi Marquès de la Vega de Armijo, de la Reial Acadèmia de Ciències Morals i Polítiques, l'any 1974. Alhora, en el 2012 es va editar un ebook en honor seu i es va publicar un número monogràfic com a homenatge acadèmic, col·laborant en ambdues publicacions 41 professors d'Universitat de quatre països diferents. En 2017 es va presentar el seu últim llibre titulat Horizontes para los educadores. Las profesiones educativas y la promoción de la plenitud humana (Madrid, Dykinson), en la Fundació Rafael del Pino, on hi acudiren més de 150 persones, com se'n va fer ressò a l'ABC del 6 d'abril de 2017.
A José Antonio Ibáñez-Martín se'l considera iniciador a Espanya de la filosofia analítica aplicada a l'àmbit de l'educació i un dels majors exponents de l'humanisme a l'educació dins de l'àmbit estatal.

## Biografia
José Antonio Ibáñez-Martín és fill de María de los Ángeles Mellado y Pérez de Meca, I comtessa (pontifícia) de Marín (1909-2004), i José Ibáñez Martín, Ministre d'Educació Nacional i fundador i primer President del Consell Superior d'Investigacions Científiques, entre altres alts càrrecs institucionals i polítics (1896/1969). Va cursar els seus estudis de primària i secundària a l'«Institut de Selecció Escolar». Després de llicenciar-se en Filosofia, va guanyar una càtedra d'institut de Filosofia i va dirigir un Col·legi Major, fins que en 1968 va decidir iniciar una carrera acadèmica universitària, sota l'orientació d'Antonio Millán Puelles. A la Universitat Complutense de Madrid va desenvolupar la seva carrera docent, des de Professor Ajudant en 1968 fins a Catedràtic d'Universitat en 1980. En ell s'hi troben alguns dels elements que defineixen al professor universitari actual: amor a la docència, preocupació per facilitar l'aprenentatge, selecció i formació dels millors estudiants per ajudar-los a dedicar-se a la docència universitària, actualització dels coneixements, amplitud de mires en la recerca i obertura de nous horitzons, presència en la discussió científica internacional i disposició per servir en càrrecs de govern de la Universitat.

### Iniciatives en l'àmbit acadèmic
Sense deixar el seu treball a la Universitat Complutense de Madrid, i sent encara molt jove, es va encarregar de l'engegada dels Departaments de Filosofia i d'Educació, en els inicis de la Universitat Nacional d'Educació a Distància, en 1973, que va suposar el començament a Espanya d'una experiència nova en la institució universitària.
Anys més tard, en 1981, va crear i va dirigir el primer Departament de Filosofia de l'Educació a la Universitat Complutense de Madrid, després de guanyar les oposicions a càtedra d'aquesta matèria on hi organitzà una extraordinària biblioteca.
Al llarg de la seva carrera acadèmica ha promogut la introducció de diverses matèries en els plans d'estudi, com Ètica de l'Educació, Educació Cívica, Política de l'Educació, i ha introduït l'estudi de nous temes de recerca, com el sentit crític, els riscos del concepte d'adoctrinament, la funció de les conviccions pedagògiques, la tolerància a l'educació, el pluralisme, la formació humanística o les arrels morals de l'acció educativa, entre d'altres.
En el 2003 va iniciar un títol propi de la Universitat Complutense de Madrid sobre Educació moral i Educació cívica, que va tenir una especial acceptació a Iberoamèrica, fins que diverses circumstàncies polítiques i econòmiques van obligar a donar-ne fi.
Ha organitzat i presidit més de dotze reunions científiques internacionals, una d'elles a San Francisco, a les quals han acudit com a conferenciants més de trenta destacats professors estrangers, l'última celebrada a Espanya, el VIII Congrés Internacional de Filosofia de l'Educació, on van participar Alfonso López Quintás i Giuseppe Mari, entre d'altres. D'altra banda, ha intervingut en nombrosos congressos nacionals i estrangers com a ponent convidat.
En diverses ocasions ha format part de la Junta de la Facultat i del Claustre de la Universitat Complutense, on també ha estat Vicedegà de la Facultat de Filosofia i Ciències de l'Educació, a més de Director del Departament de Teoria i Història de l'Educació.
Ha format part de nombroses societats científiques nacionals i internacionals, en els àmbits de la filosofia i de la pedagogia. Potser el més destacat en aquest àmbit és que és l'únic Fellow espanyol de la Philosophy of Education Society dels Estats Units. També ha estat membre del Consell Nacional d'Educació i, anys més tard, del Consell Escolar de Madrid.

### Presència en l'àmbit extra-acadèmic
Al món extra-acadèmic destaca la seva labor en les revistes científiques, principalment en l'adreça de la Revista Española de Pedagogía, on va succeir a Víctor García Hoz en 1982, i que continua exercint, havent aconseguit convertir-la en un referent internacional, que es troba en les millors bases de dades del món. També ha format part, en diversos moments, del Comitè Editorial de Bordón (Espanya), Educació XXI (Madrid), Educational Review (Regne Unit), Jahrbuch für Bildungs- und Erziehung Philosophie (Alemanya), Westminster Studies of Education (Regne Unit), Tiempo de Educar (Mèxic), Papers de Teoria de l'Educació, Edetania (Espanya) i Education, Sciences and Society (Itàlia).

### Preocupació per impulsar vocacions a la docència universitària
Una altra de les seves preocupacions ha estat dirigir cap a la docència universitària a diversos alumnes, sempre amb expedients acadèmics brillants, independentment de la posició ideològica que mantinguessin Entre tots ells cal assenyalar al seu primer deixeble, José Manuel Esteve Zarazaga, Catedràtic de Teoria de l'Educació de la Universitat de Màlaga avui mort, que és el primer Catedràtic espanyol de Pedagogia que ha rebut un doctorat honoris causa per una universitat espanyola, i a qui li unia una gran amistat. Esteve, en el seu discurs d'acceptació del doctorat a la Universitat d'Oviedo (2009) li va dedicar les següents paraules:
«…d'ell vaig aprendre la necessitat de l'exigència personal, del treball ordenat i meticulós, la importància de dominar altres idiomes per participar en l'intercanvi científic, i aquesta tendència, a la qual ell crida tarannà metafísic, que ens incita a no detenir-nos en les aparences per intentar arribar a explicacions cada vegada més sòlides en els nostres intents per fer intel·ligible la realitat».

### Obres escollides de José Antonio Ibáñez-Martín
- La capacidad de vivir con y para los otros, superando el hechizo del odio, en José Antonio Ibáñez-Martín y Juan Luis Fuentes (Coords.) Educación y capacidades: Hacia un nuevo enfoque del desarrollo humano, pp. 17–39, Madrid, Dykinson, 2017, 338 pp.
- El futuro de las revistas científicas en la sociedad tecnológica,  Edetania, febrero 2017, supl. 50, pp. 93–97.
- Horizontes para los educadores. Las profesiones educativas y la promoción de la plenitud humana, Madrid, Dykinson, 2017, 280 pp.
- Nuevos horizontes para la Revista Española de Pedagogía, Revista Española de Pedagogía, 74: 264, mayo-agosto, 2016, pp. 383–384.
- Prólogo a Juan Luis Fuentes, Francisco Esteban y Carmen Caro (Eds.) Vivir en Internet, Madrid, Síntesis, 2016, pp. 9–10.
- Nicómaco y el zòon politikon en internet. Actas del Simposio Internacional de Filosofía de la Educación: Formación ético-cívica en el ciberespacio. Ebook, 2015, pp. 6–12 (trabajo realizado junto con Juan Luis Fuentes).
- El reto de publicar una revista de investigación. Una reflexión personal, El Guiniguada. Revista de investigaciones y experiencias en ciencias de la educación, 23, 2014, pp. 15–18 (publicado en el 2015).
- La acción educativa como compromiso ético, Participación educativa, 6, junio, 2015, pp. 18–27.
- Sentido crítico, gran política y democracia mediática, Teoría de la Educación, 27: junio, 2015, pp. 53–67.
- Una reflexión sobre el aprendizaje ético-cívico mediado tecnológicamente, Teoría de la Educación, 27, junio, 2015, pp. 25–32 (trabajo realizado junto con Juan Luis Fuentes).
- Nueva andadura de la Revista Española de Pedagogía en el marco de la investigación pedagógica, Revista Española de Pedagogía, 72:259, mayo-agosto, 2014, pp. 351–354.
- Elliot W. Eisner, mi amigo. Revista Española de Pedagogía, 72: 258, mayo-agosto, 2014, pp. 351–354.
- De nobis ipsis loquor: la revista española de pedagogía y la preocupación por la excelencia. Revista Española de Pedagogía, 72: 257, enero-abril, 2014, pp. 178–181.
- Europa: la sabiduría y sus apariencias. La pedagogía del deseo y las disposiciones intelectuales. Revista Española de Pedagogía, 72: 257, enero-abril, 2014, pp. 73–88.
- Ética docente en el siglo XXI. Nuevos desafíos, Edetania, 43, julio, 2013, pp. 17–31.
- Los registros de la acción educativa, Presentación del libro José Antonio Ibáñez-Martín (Coord.) Educación, libertad y cuidado, Madrid, Dykinson, 2009, pp. 13–22.
- Libertad intelectual y cuidado en la educación institucional, en José Antonio Ibáñez-Martín (Coord.) Educación, libertad y cuidado, Madrid, Dykinson, 2009, pp. 55–63.
- Presentación del ebook Actas del VII Congreso Internacional de Filosofía de la Educación, 2013.
- Las revistas científicas y el esfuerzo por la globalización, Revista Española de Pedagogía, 71:254, enero-mayo, 2013, pp. 157–158.
- Competencias sociales e inmigración desde una perspectiva intercultural, junto con Juan Luis Fuentes y José Mª Barrio Maestre. Educación XXI, 15: 2, 2012, pp. 41–72.
- Faith Schools, Society, State and Religion in the Horizon of the Treaty of Lisbon, en Herrero, M. (ed.) The Religion and the Political, Hildesheim, Zurich, New York, Georg Olms Verlag, 2012, pp. 107–124.
- Comparecencia ante la Comisión del Grupo de trabajo relativo a la formación del profesorado de Andalucía, en Trabajos Parlamentarios, nº 12, Parlamento de Andalucía, Sevilla, 2012, pp. 107–115.
- José Manuel Esteve: In Memoriam. Revista Española de Pedagogía, 68: 247, septiembre-diciembre, 2010, pp. 559–564.
- ¿Llenar el vaso o encender el fuego? Viejos y nuevos riesgos en la acción educativa. Lección Inaugural en la Facultad de Educación, Universidad Complutense de Madrid, 2010, 32 pp.
- “Presentación: Educación y derechos humanos”, en IBÁÑEZ-MARTÍN, J. A. (coord.): Educación, conocimiento y justicia. Madrid: Dykinson, 2009, p. 13-22.
- “Elementos básicos de un ethos escolar orientado a la excelencia”, en IBÁÑEZ-MARTÍN, J. A. (coord.): Educación, conocimiento y justicia. Madrid: Dykinson, 2009, pp. 305–318.
- “Asentamiento y futuro de la filosofía de la educación en España”, en AA. VV.: Actas del VI Congreso Internacional de Filosofía de la Educación. Madrid: Dykinson, 2009, pp. 127–135.
- “Criterios para la acción en el ámbito de la educación moral: programas y métodos, en TOURIÑÁN, J. M. (dir.): Educación en valores, educación intercultural y formación para la convivencia pacífica. Oleiros (La Coruña): Netbiblo, 2008, pp. 187-196.
- Presentación del libro póstumo de Antonio Millán-Puelles “La inmortalidad del alma humana”, Anales de la Real Academia de Ciencias Morales y Políticas, 60:85 (2008), pp. 1113–1119.
- Convicciones pedagógicas y desarrollo de la personalidad de mujeres y varones. Revista Española de Pedagogía, 65:238 (2007), 479-516.
- El quehacer educativo en un mundo globalizado. Nueva Revista, 113 (2007), pp. 24–38.
- “La educación para la ciudadanía y el bálsamo de Fierabrás”, en NAVAL, C.; HERRERO, M. (eds.): Educación y ciudadanía en una sociedad democrática. Madrid: Encuentro, 2006, pp. 154–180.
- “Los referentes de la libertad”, en AA. VV.: Llamados a la libertad. Madrid: Fundación Universitaria San Pablo CEU, 2006, vol. 1, pp. 263–271.
- Libertad religiosa y enseñanza religiosa escolar en una sociedad abierta. Bordón, 58:4-5 (2006), pp. 599–614.
- La Universidad y su compromiso con la educación moral. Estudios (ITAM), 75 (2005), pp. 117–138.
- “Los inicios de la Filosofía de la Educación en España y la aportación de Antonio Millán-Puelles”, en AA. VV.: Homenaje al Profesor Alfonso Capitán. Murcia: Universidad de Murcia, 2005, pp. 267–281.
- “Sentimientos y razones en la educación cívica”, en AA. VV.: Cultivar los sentimientos. Propuestas desde la Filosofía de la Educación. Madrid: Dykinson, 2005, pp. 13–30.
- “Anámnesis y prognosis de la Filosofía de la Educación”, en RUIZ BERRIO, J. (ed.): Pedagogía y educación ante el siglo XXI. Madrid: Universidad Complutense de Madrid, 2005, pp. 85–103.
- “Los códigos de ética profesional de los profesores: ¿simple receta o signo de una nueva educación?”, en AA. VV. Ética docente. Elementos de una deontología profesional. Barcelona: Ariel, 1998, pp. 113–129; 2.ª ed., 2003, pp. 51–66.
- “Libertad y autoridad en la familia”, en GERVILLA, E. (coord.): Educación Familiar. Nuevas relaciones humanas y humanizadoras. Madrid: Narcea, 2003, pp. 81–92.
- Ibáñez-Martín, J. A. y Jover, G. (eds.) Education in Europe: Policies and Politics. Dordrecht, Kluwer Academic Publisher, 2002, pp. XIII-XVI.
- “¿Es mejorable la ordenación legal de la Enseñanza Básica Obligatoria? Reflexiones independientes desde la sospecha”, en GONZÁLEZ GALLEGO, I. (coord.): En clave de calidad: la dirección escolar. Madrid: Ministerio de Educación, Cultura y Deporte, 2002, pp. 103–122.
- “Tolerancia, fanatismo y educación cívica”, en AA. VV.: Antropología y educación. Actas del III Congreso Internacional de Filosofía de la Educación. Madrid: Universidad Nacional de Educación a Distancia, 2002, vol. 1, pp. 145–159.
- Las Naciones Unidas y el ámbito de la libertad religiosa: una segunda mirada. Revista Española de Pedagogía, 60:222 (2002), pp. 209–224.
- Tendencias en la Política de la Educación de la Unión Europea. Arbor, 173:681 (2002), pp. 39–53.
- La enseñanza superior como escuela de ciudadanía. Revista de la Educación Superior, 30:4 (2001), pp. 53–70.
- El profesorado de universidad del tercer milenio. El nuevo horizonte de sus funciones y responsabilidades, Revista Española de Pedagogía, 59:220 (2001), pp. 441–466.
- Los profesores como constructores de paz. Revista Española de Pedagogía, 58:216 (2000), pp. 235–251.
- “Autoridad y libertad”, en GIL COLOMER, R. (coord.) Filosofía de la educación hoy. Temas. Madrid: Dykinson, 1998, pp. 265–281.
- “Filosofía y educación: del búho de Minerva al gallo de Esculapio”, en AA. VV. La enseñanza de la filosofía en el nivel medio: Tres marcos de referencia. Madrid: Cuadernos de la OEI, 1998, pp. 113–129
- “¿Educar en convicciones atenta contra el espíritu democrático?”, en D'AGOSTINO, F. (ed.) Ius divinum. Fondamentalismo religioso ed esperienza juridica. Torino: G. Giappichelli, 1998, pp. 319–331.
- “About the European Cultural Conscience: Human Condition and the Divine Person”, en ZDYBICKA, Z. J. (ed.) Freedom in Contemporary Culture. Acts of the V World Congress of Christian Philosophy. Lublin: Catholic University of Lublin, 1998, pp. 319–331.
- “¿Hay una cultura europea tras la política educativa comunitaria?”, en SANTOS REGO, M. A. (ed.) Política educativa en la Unión Europea después de Maastricht. Santiago de Compostela: EGAP/Xunta de Galicia, 1997, pp. 19–44.
- “Multiculturalism, identity and unity”, en GARCÍA AMILBURU, M. (ed.) Education, the State and the multicultural challenge. Pamplona: Eunsa, 1996, pp. 89–100.
- Problemas y programas de educación cívica en Estados Unidos. Pedagogía Social, 10 (1995), pp. 65–83.
- “Principios de política de la educación en la Unión Europea”, en COLOM CAÑELLAS, A. J. (ed.) Política y Planificación educativa. Sevilla: Preu-Spínola, 1994, pp. 51–73.
- Formación humanística y Filosofía. Revista Española de Pedagogía, 52:198 (1994), pp. 231–246.
- La pedagogia spagnola oggi. Problemi e correnti, Il Quadrante Scolastico, diciembre, nº 59 (1993), pp. 43–51.
- “La Filosofía de la Educación y el futuro de Europa”, en AA. VV. La Filosofía de la Educación en Europa. Madrid: Dykinson, 1992, pp. 11–21.
- “El sentido crítico y la formación de la persona”, en GARCÍA HOZ, V. (dir.) Tratado de educación personalizada. Enseñanza de la Filosofía en la Educación Secundaria. Madrid: Rialp, 1991, pp. 202–225.
- “El concepto y las funciones de una Filosofía de la Educación a la altura de nuestro tiempo”, “Libertad y libertades”, “Richard Stanley Peters”, “Política del currículo y dignidad humana”, en AA. VV: Filosofía de la educación hoy: conceptos, autores, temas. Madrid: Dykinson, 1991, pp. 409–419, 131-140, 343-353, 621-639.
- “Educación formal y plenitud humana”, en ALVIRA, R. (coord.): Razón y libertad. Homenaje a Antonio Millán-Puelles. Madrid: Rialp, 1990, pp. 173–186.
- “Entre el autoritarismo y el permisivismo”, en AA. VV. Ensayos entre el autoritarismo y la permisividad. Madrid: Fundación Santa María, 1990, p. 5-14.
- Dimensiones de la competencia profesional del profesor de universidad. Revista Española de Pedagogía, 48:186 (1990), pp. 239–257
- “El pluralismo como relación dialéctica entre verdad y libertad. Unas ideas basadas en la filosofía de Maritain”, en AA. VV. El pensamiento filosófico-pedagógico de J. Maritain. Madrid: Fundación San Pablo-CEU, 1988, pp. 11–121.
- “El profesor de filosofía y la enseñanza del sentido crítico”, en AA. VV. Filosofía para un tiempo nuevo. Madrid: Rialp, 1988, pp. 161–181.
- The Dilemma of Socialization versus moral education in teaching institutions. Neveléselmélet és Izkolakutatás, VII, évf. 3 (1988), pp. 55–77.
- “El problema del contenido del currículum. Un primer acercamiento desde la Filosofía de la Educación”, en SARRAMONA, J. (ed.) Currículum y educación. Barcelona: CEAC, 1987, pp. 11–24.
- Le radici morali dell'educazione e del insegnamento. Prospettiva EP, VIII: 5-6 (1985), pp. 64–71.
- Ambiciones y aporías del pluralismo. Revista Española de Pedagogía, 41:161 (1983), pp. 371–397.
- La formación pedagógica del profesorado y el plural concepto de la Filosofía de la Educación. Revista Española de Pedagogía, 40:158 (1982), pp. 371–397.
- Introducción al concepto de adoctrinamiento. Revista Española de Pedagogía, 39:153 (1981), pp. 89–97
- Hacia una formación humanística. Objetivos de la educación en la sociedad científico-técnica. Barcelona: Herder, 1975; 5.ª ed., 1989, 155 pp.
- La manipulación y el hombre contemporáneo. Revista de Estudios Políticos, 195-196 (1974), pp. 209–220.
- El sentido crítico, objetivo de la educación contemporánea. Revista de Filosofía, 28: 108-111 (1969), pp. 77–93.

### Sobre la figura o el pensament de José Antonio Ibáñez-Martín
Altaba, María S. (s/f). Pensadores españoles que cuentan. Ver: http://www.alfayomega.es/estatico/anteriores/alfayomega452/enportada/ep_reportaje1.html Arxivat 2012-02-17 a Wayback Machine. [Consultado el 19.4.09]
Altarejos Masota, F. y Naval Durán, C. (2004) Filosofía de la educación. Pamplona: EUNSA.
Arroyo, C. (1998) El responsable del informe de Secundaria abandonará la dirección del INCE. El País. Ver: http://www.elpais.com/articulo/sociedad/responsable/informe/secundaria/abandonara/direccion/INCE/elpepisoc/19980609elpepisoc_14/Tes [Consultado el 29.4.09].
Escámez Sánchez, J. (2007). Las aportaciones de la teoría a la educación. Revista Española de Pedagogía, 237, 217-235.
Esteve Zarazaga, J. M. (2009). Discurso de aceptación de la Investidura como Doctor Honoris Causa por la Universidad de Oviedo.
Gil Cantero, F., Jover Olmeda, G. y Reyero García, D. (2003). La educación moral ante las guerras y los conflictos. Teoría de la Educación, 15, pp. 161–183.
Jover, G. (2001) Philosophy of Education in Spain at the Threshold of the 21st Century. Origins, Political Contexts, and Prospects. Studies in Philosophy and Education, 20 (4), 361-385.
Morán, C. (2001). La pedagogía se abre camino fuera de las aulas. El País. Ver: http://ww.elpais.com/articulo/pedagogia/abre/camino/fuera/aulas/elpedupor/20011217elpepiedu_1/Tes%5BEnllaç+no+actiu%5D [Consultado el 18.4.09]
Quintana Cabanas, J. M. (2009) Propuesta de una Pedagogía Humanista. Revista Española de Pedagogía, 243, 209-230.
Sacristán Gómez, D. (1992). La Filosofía de la Educación en España, en VV. AA. (1992). La filosofía de la educación en Europa. Madrid: Dykinson, pp. 75–118.